# ITunes Originals - Alanis Morissette
iTunes Originals - Alanis Morissette es un álbum de la serie iTunes Originals de Alanis Morissette, publicado digitalmente por iTunes en 2004. Incluye entrevistas, nuevas versiones de canciones preexistentes que no fueron incluidas en álbumes anteriores y canciones en su versión original que ya habían sido publicadas anteriormente.

## Lista de canciones
1. "Introduction" – 1:42
2. "Thoughts About "You Oughta Know"" – 0:52
3. "You Oughta Know" – 4:09
4. "The Motivation Behind Writing "Everything"" – 2:37
5. "Everything" (iTunes Originals version) – 4:34
6. "How the Inspiration Behind "Everything" Is Similar to "Head over Feet"" – 0:46
7. "Head over Feet" (iTunes Originals version) – 4:20
8. "The Most Ironic Thing About "Ironic" – 0:51
9. "Ironic" (iTunes Originals version) – 3:55
10. "How to Ruin Your Life in "Eight Easy Steps"" – 0:37
11. "Eight Easy Steps" – 2:50
12. ""Thank U" Is a Prayer" – 0:54
13. "Thank U" (iTunes Originals version) – 4:36
14. "Finding "Excuses"" – 0:45
15. "Excuses" (iTunes Originals version) – 3:56
16. "The Therapy Behind "Hands Clean"" – 0:55
17. "Hands Clean" (iTunes Originals version) – 4:44
18. "The Most Gratifying Moments for Me" – 0:48
19. "Utopía" – 4:58
20. "Why the Album Is Called "So-Called Chaos"" – 1:15
21. "Out Is Through" – 3:52